# Ceratinia azarina
Ceratinia azarina är en fjärilsart som beskrevs av Gustav Weymer 1899. Ceratinia azarina ingår i släktet Ceratinia och familjen praktfjärilar. Inga underarter finns listade i Catalogue of Life.